# 孫吉
孫吉（1982年1月15日—），中國前足球运动員，司职右边后卫或者右前卫，曾入选中国国家队。孙吉常与其孪生弟弟孙祥并称为“吉祥兄弟”。

## 生涯
孫吉从上海著名的平凉路四小、杨浦白洋淀足校进入上海有线02。2002年因为俱乐部合并，孙吉来到了上海申花，当年联赛就上陣27場，取得兩個进球，从此奠定了主力位置。
2004年的中超聯賽中，孫吉在第19周的賽事主場對天津康師傅，先後於上半場攻入兩球，下半場再下一城，取得三個入球，成為他的首個「帽子戲法」。2006年2月，孫吉攻入全场唯一入球帮助球队夺得沪港杯。。
2006年10月，孫吉與孫祥得到荷甲三大球會之一的埃因霍温邀請，參與試練。結果，孫祥在翌年的1月被外借至該荷蘭球會。而孫吉則在返國後的兩個月後被澳洲球會要求加盟。
在國家隊方面，孫吉於2004年國家隊「西班牙之旅」的友誼賽中首度，隨後直到2006年12月的昆明集訓前除在2005年的東亞運動會外，也未再度成為國家隊一員。
2010年2月12日，孙吉从效力了八年的上海申花转会至刚刚降入甲级联赛的杭州绿城，不过此后由于成都、广州在反赌事件中被降级，绿城重新进入中超，孙吉也回到顶级联赛赛场。
2011年，孙吉由于伤患原因只为杭州绿城在中超联赛出场一次。

## 榮譽
- 2002年，代表上海申花足球俱乐部获得中国足球超霸杯。
- 2003年，代表上海申花足球俱乐部参加中國足球甲級A組聯賽，获冠軍。
- 2004年，代表中国国家足球队参加亞洲杯足球賽，获亞軍。
- 2005年，代表中国国家足球队参加東亞足球錦標賽，获冠軍。
- 2005年，代表中国国家足球队参加第四届東亞運動會男子足球項目，获金牌。
- 2007年，代表上海申花足球俱乐部参加第5屆A3冠军杯足球赛，获冠軍。

## 外部連結
- 吉祥兄弟blog（页面存档备份，存于）
- 吉祥球迷會（页面存档备份，存于）